# Хотяны
Хотяны — деревня в Монастырщинском районе Смоленской области России. Входит в состав Татарского сельского поселения. Население — 46 жителей (2007 год).
Расположена в западной части области в 26 км к юго-западу от Монастырщины, в 36 км южнее автодороги Р135 (Смоленск — Красный — Гусино), на берегу реки Лынья. В 51 км севернее деревни расположена железнодорожная станция Гусино на линии Москва — Минск.
В деревне функционирует магазин, медицинский пункт, клуб. Налажено автобусное сообщение с районным центром — Монастырщина.

## История
В годы Великой Отечественной войны деревня была оккупирована гитлеровскими войсками в июле 1941 года, освобождена в сентябре 1943 года.

## Известные уроженцы
- Владимир Дмитриевич Чернигов[бел.] (1922—1985) — белорусский ученый в области ветеринарии.